# Ransomes, Sims & Jefferies
Ransomes, Sims and Jefferies Limited war ein bedeutender britischer Landmaschinenhersteller, der in Ipswich, Suffolk, auch eine breite Palette allgemeiner technischer Produkte herstellte, darunter Traktionsmotoren, Oberleitungsbusse, Pflüge, Rasenmäher, Mähdrescher und andere Bodenbearbeitungsgeräte. Ransomes stellte auch Gleichstrom-Elektromotoren in einer Vielzahl von Größen sowie elektrische Gabelstapler und Traktoren her.

## Geschichte

### 18. Jahrhundert
Das Unternehmen wurde ursprünglich von Robert Ransome (1753–1830) gegründet, der in Norfolk in eine Quäkerfamilie hineingeboren wurde und Lehrling bei einem Eisenhändler in Norwich wurde. Die Werte der Quäker, sparsam zu leben, Schulden zu vermeiden und regelmäßige Konten zu führen, kamen ihm zugute, als er in der Nähe der White-Friars Bridge, Norwich, eine der ersten Messing- und Eisengießereien in East Anglia gründete. Er erhielt 1783 ein Patent für Dachziegel aus Eisen und etwa 18 Monate später ein weiteres für Pflugscharen aus gehärtetem Gusseisen.
1789 zog er mit seiner Familie und einem Angestellten namens William Rush nach Ipswich, wo er mit einem Kapital von 200 Pfund in einer stillgelegten Mälzerei in St. Margaret’s Ditches mit dem Gießen von Pflugscharen begann. Es war kein naheliegender Ort, da die Stadt seit mehr als einem Jahrhundert im Niedergang war und auch die Stadtverwaltung aufgrund enormer Schulden fast zahlungsunfähig war.
Das Vermögen von Ipswich verbesserte sich, als 1793 Kommissare ernannt wurden, um die Straßen zu pflastern, die Häuser zu nummerieren und andere öffentliche Arbeiten auszuführen. Es wurde eine Garnisonsstadt, als im selben Jahr der Krieg mit Frankreich wieder ausbrach, was zu einer erhöhten wirtschaftlichen und industriellen Aktivität führte. 1805 wurde ein Parlamentsgesetz erlassen, das die Ernennung von Flusskommissaren ermöglichte, die den Fluss verbessern sollten, damit Schiffe die Stadt erreichen konnten. Trotz einer Zeit sozialer Unruhen, die durch einen wirklich schlechten Winter, hohe Kohlepreise und Lebensmittelunruhen verursacht wurden, absolvierte Roberts Sohn James James Ransome (1782–1849) seine Lehre in der Gießerei und zog dann nach Great Yarmouth, um sein eigenes Geschäft zu gründen.
Als Folge eines Missgeschicks in seiner Gießerei im Jahr 1803, als eine zerbrochene Form dazu führte, dass geschmolzenes Metall mit kaltem Metall in Kontakt kam und die Metalloberfläche extrem hart wurde, entdeckte Robert das Verfahren des Kokillengusses. Er verwendete es, um die Herstellung von Pflugscharen zu verfeinern, die er als „selbstschärfende“ Pflüge bewarb, und erhielt ein Patent für seine Entdeckung. Sein nächstes Patent wurde 1808 ausgestellt und betraf die Standardisierung von Pflugbeschlägen, wodurch Teile bei Verschleiß leicht ausgetauscht werden konnten.